# IC 232
IC 232 ist eine elliptische Galaxie vom Hubble-Typ E-S0 im Sternbild Walfisch südlich der Ekliptik. Sie ist schätzungsweise 284 Millionen Lichtjahre von der Milchstraße entfernt und hat einen Durchmesser von etwa 110.000 Lichtjahren. 

Im selben Himmelsareal befinden sich u. a. die Galaxien IC 231 und IC 237.
Das Objekt wurde am 15. Oktober 1887 vom US-amerikanischen Astronomen Lewis Swift entdeckt.